# Полилогарифм
Полилогарифм — специальная функция, обозначаемая {\displaystyle \operatorname {Li} _{s}(z)} и определяемая как бесконечный степенной ряд
{\displaystyle \operatorname {Li} _{s}(z)=\sum _{k=1}^{\infty }{z^{k} \over k^{s}},}
где s и z — комплексные числа, причём {\displaystyle |z|<1}. Для иных z делается обобщение с помощью аналитического продолжения.

Карта высот полилогарифма на комплексной плоскости
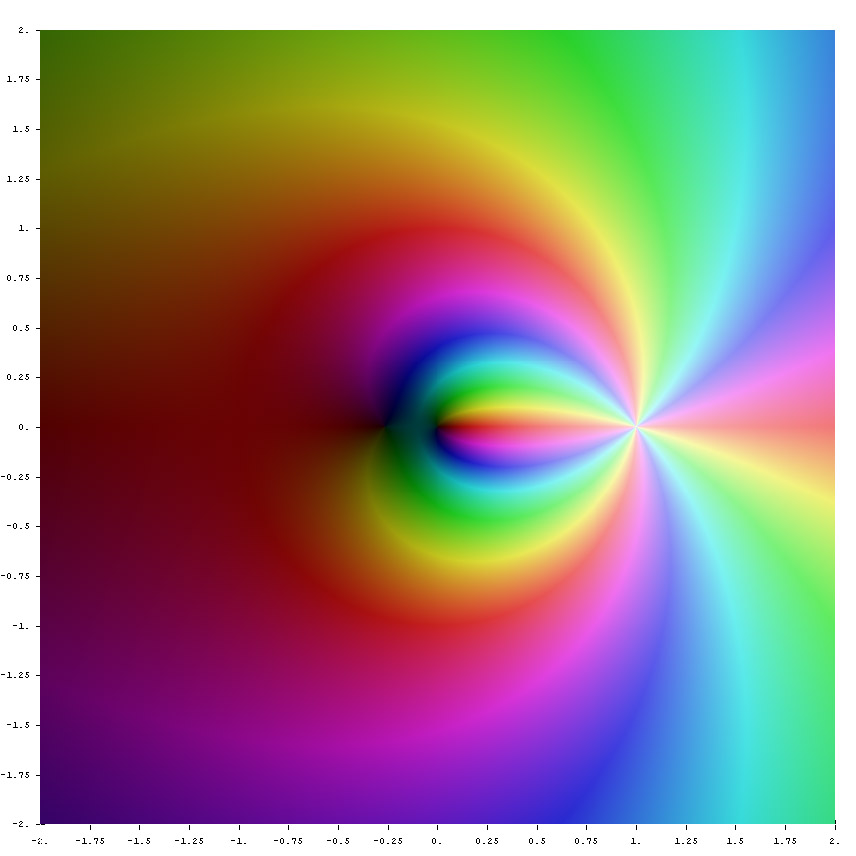
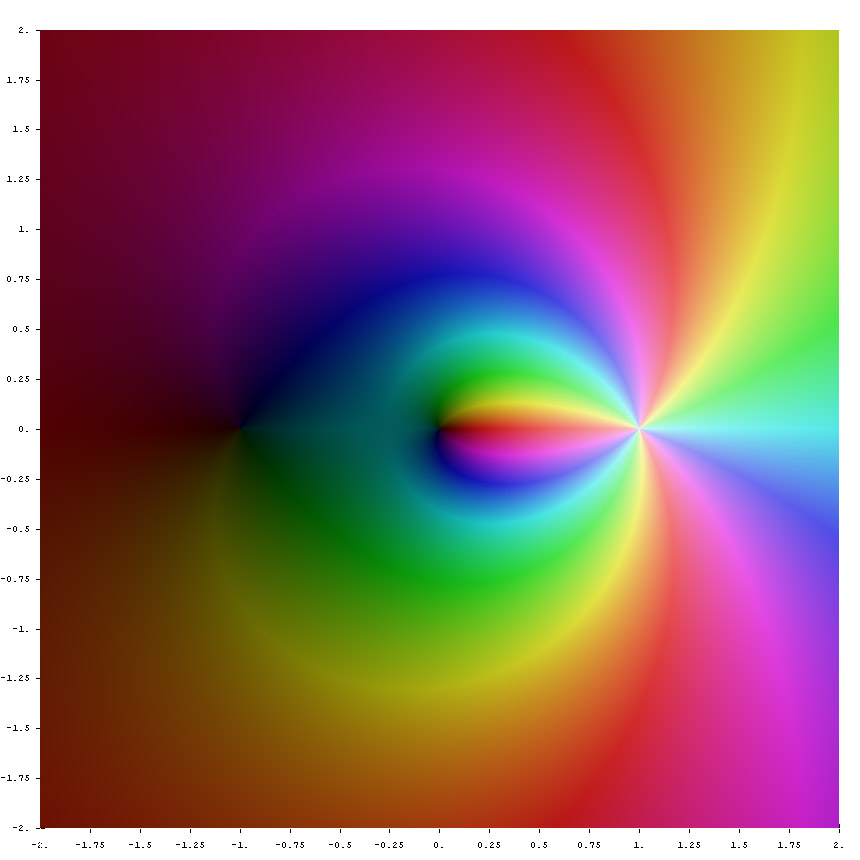
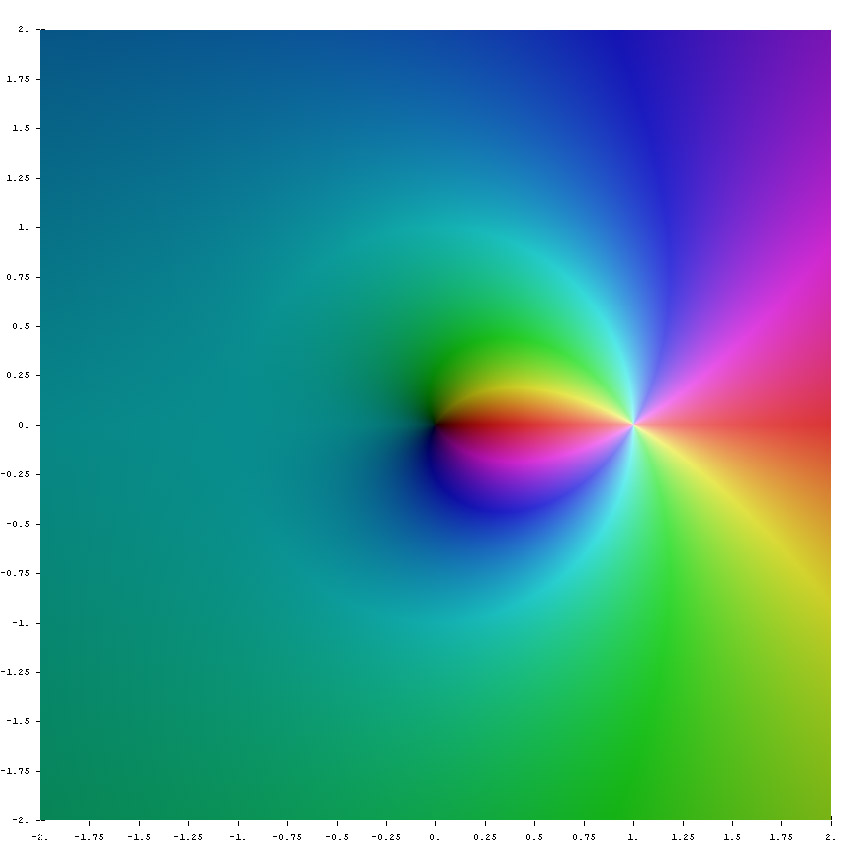
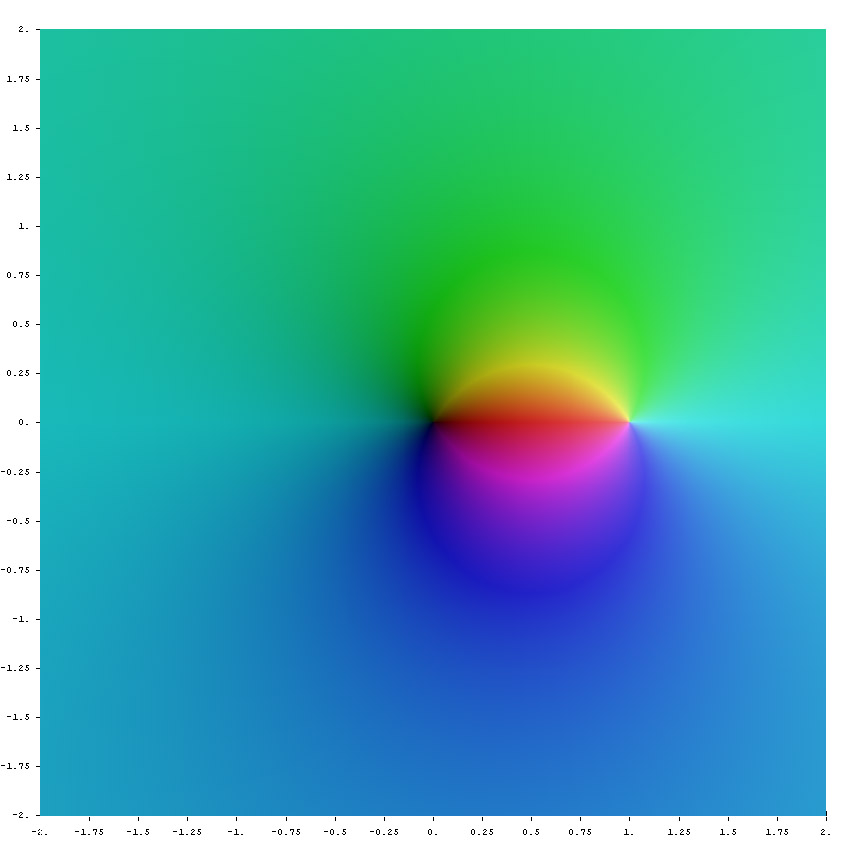
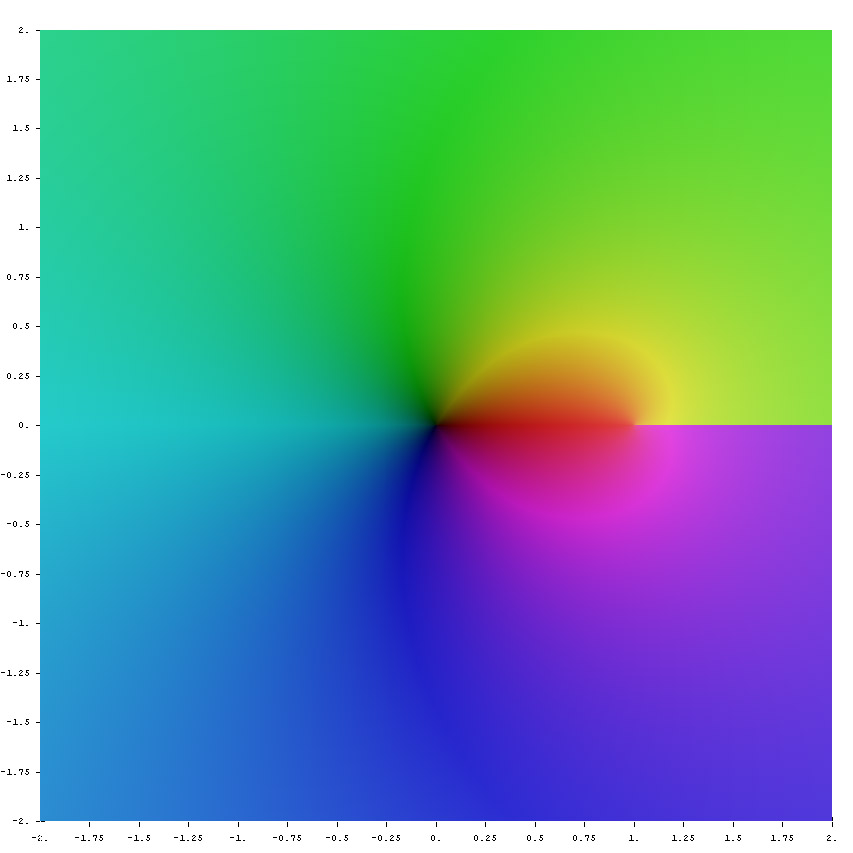
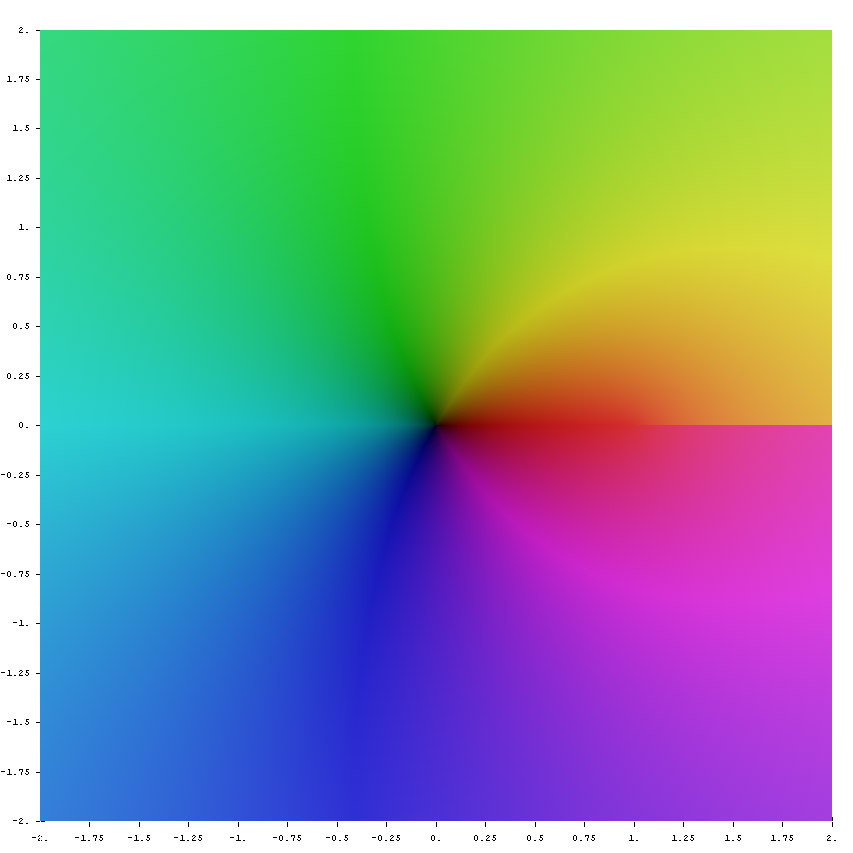
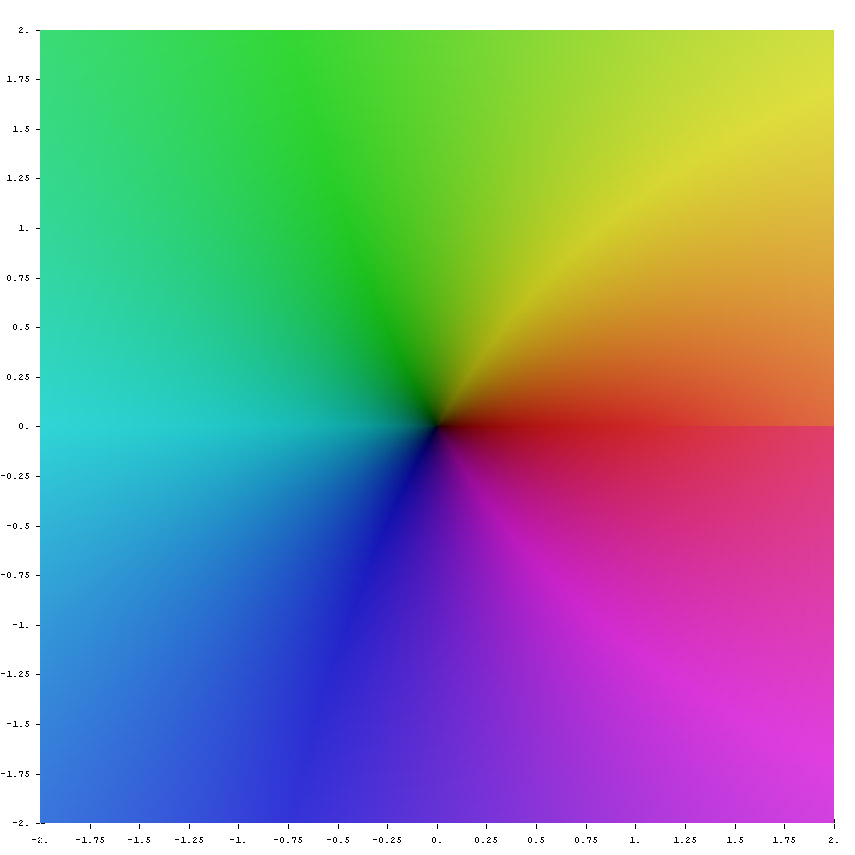

- {\displaystyle \operatorname {Li} _{-3}(z)}
- {\displaystyle \operatorname {Li} _{-2}(z)}
- {\displaystyle \operatorname {Li} _{-1}(z)}
- {\displaystyle \operatorname {Li} _{0}(z)}
- {\displaystyle \operatorname {Li} _{1}(z)}
- {\displaystyle \operatorname {Li} _{2}(z)}
- {\displaystyle \operatorname {Li} _{3}(z)}

Частным случаем является {\displaystyle s=1}, при котором {\displaystyle \operatorname {Li} _{1}(z)=-\ln(1-z)}. Функции {\displaystyle \operatorname {Li} _{2}(z)} и {\displaystyle \operatorname {Li} _{3}(z)} получили названия дилогарифма и трилогарифма соответственно. Для полилогарифмов различных порядков справедливо соотношение
{\displaystyle \operatorname {Li} _{s+1}(z)=\int _{0}^{z}{\frac {\operatorname {Li} _{s}(t)}{t}}\,\mathrm {d} t.}
Альтернативными определениями полилогарифма являются интегралы Ферми — Дирака и Бозе — Эйнштейна.

## Частные значения

{\displaystyle \operatorname {Li} _{1}({\tfrac {1}{2}})=\ln 2}
{\displaystyle \operatorname {Li} _{2}({\tfrac {1}{2}})={\tfrac {1}{12}}\pi ^{2}-{\tfrac {1}{2}}(\ln 2)^{2}}
{\displaystyle \operatorname {Li} _{3}({\tfrac {1}{2}})={\tfrac {1}{6}}(\ln 2)^{3}-{\tfrac {1}{12}}\pi ^{2}\ln 2+{\tfrac {7}{8}}\,\zeta (3)\,} (где {\displaystyle \,\zeta (3)\,} — постоянная Апери)
{\displaystyle \operatorname {Li} _{1}(z)=-\ln(1-z)}
{\displaystyle \operatorname {Li} _{0}(z)={z \over 1-z}}
{\displaystyle \operatorname {Li} _{-1}(z)={z \over (1-z)^{2}}}
{\displaystyle \operatorname {Li} _{-2}(z)={z\,(1+z) \over (1-z)^{3}}}
{\displaystyle \operatorname {Li} _{-3}(z)={z\,(1+4z+z^{2}) \over (1-z)^{4}}}
{\displaystyle \operatorname {Li} _{-4}(z)={z\,(1+z)(1+10z+z^{2}) \over (1-z)^{5}}\,.}